# (6967) 1991 VJ3
(6967) 1991 VJ3 là một tiểu hành tinh vành đai chính. Nó được phát hiện bởi Kenzo Suzuki và Takeshi Urata ở Toyota, Aichi, Nhật Bản, ngày 11 tháng 11 năm 1991.